# 中國駐蘇里南大使館
中华人民共和国驻苏里南共和国大使馆（荷蘭語：Ambassade van de Volksrepubliek China in de Republiek Suriname），简称中国驻苏里南大使馆，是中华人民共和国在苏里南的官方外交代表机构。位于苏里南首都帕拉马里博的布劳格隆德区Anton Dragtenweg131号。大使馆领区涵盖苏里南全境，以及与苏里南相毗邻的法国海外省法属圭亚那。

## 歷史
在中华人民共和国成立以前，中华民国曾经在荷属圭亚那首府帕拉马里博设有领事馆，直至1950年因荷兰承认中华人民共和国而裁撤。
1975年11月25日，苏里南脱离荷兰独立為國；及後，中華人民共和國國務院總理周恩来祝賀並承认其独立，中華人民共和國政府又派遣驻圭亚那大使出席苏里南独立庆典:372。翌年，時任蘇利南總理的亨克·阿龍出發參加联合国的年會，蘇利南民族黨华人支部的领导人請他與中国驻联合国大使黄华會晤，请求中華人民共和國向苏里南提供援助。1976年5月28日，苏里南與中华人民共和国建立外交關係。1977年，中国在苏里南开设大使馆。

## 外部連結
- 中华人民共和国驻苏里南共和国大使馆官方网站（简体中文）（英文）
- 中國駐蘇里南大使館的Facebook專頁
  - 中華人民共和國駐蘇利南共和國大使館經濟商務處官方網站 （页面存档备份，存于）（简体中文）